# 原基

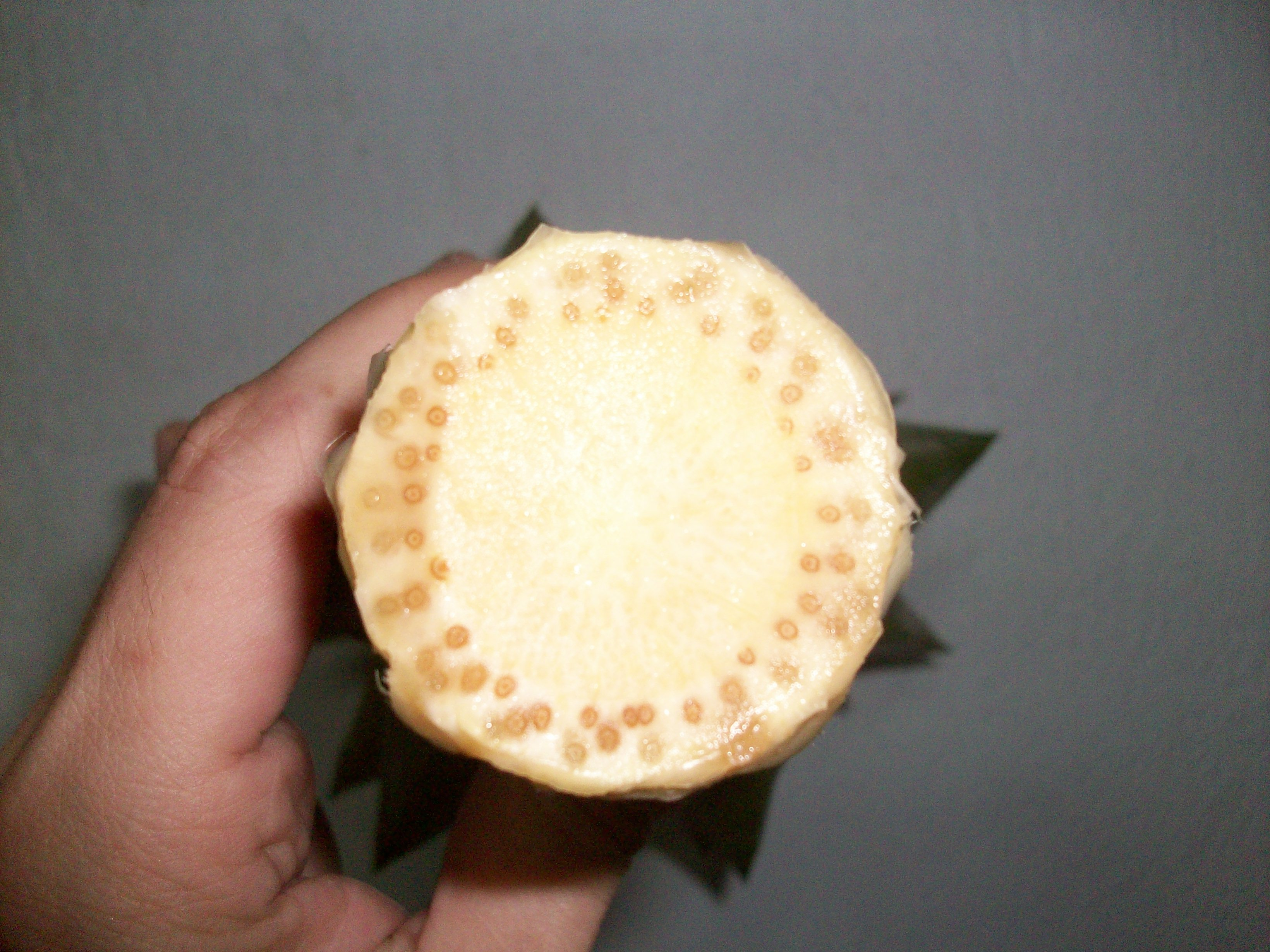
凤梨冠（pineapple crown）切面，凤梨冠叶痕（leaf scar）下方有棕色的根原基（root primordia），因此可用作营养繁殖

原基（primordium）或始基（anlage），指处于细胞分化初期阶段的细胞、组织或器官。分别称为原基细胞（primordial cell）、原基组织、原基器官。

## 植物
在植物中，原基包含叶原基和花原基。

## 动物
脊椎动物的中枢神经系统中，神经板（neural plate （页面存档备份，存于） ）发展成为神经管（neural tube （页面存档备份，存于） ），暨整个中枢神经系统的原基。
脊索中胚层对外胚层进行诱导，从而导致一个特定区域的非特异性外胚层细胞转化为中枢神经系统的原基，启动了中枢神经系统的发育。